# Villa Max
Pour les articles homonymes, voir Max.
La villa Max est située à Chelles en Seine-et-Marne. Elle est attenante à la place Gasnier-Guy, face à la gare ferroviaire.

## Origine
La construction originelle de 1889 paraît être due à la volonté de Charles Baptiste Limoges, souhaitant disposer d’une résidence secondaire.
La conception fut confiée à un architecte, dont le nom reste encore inconnu à ce jour, mais la tradition orale attribue la construction de l'ouvrage à l'entreprise générale Léon Éterlet.
La villa fut acquise en 1911 par Monsieur Albert Gustave Deschamps et son épouse. Le prénom de madame Deschamps étant Maximilienne, on peut supposer l'origine du nom de « Max »…
En 2004, la ville de Chelles consulte le service des domaines en vue de l'acquisition de la propriété.

## Contexte
L'édifice s’inscrit dans le développement urbain de Chelles, consécutif de l'ouverture de la ligne de chemin de fer « Paris - Meaux - Épernay » à partir de 1849.
« L'embarcadère de Strasbourg », actuelle Gare de l'Est, est inauguré en 1850 par le président Louis-Napoléon Bonaparte, favorisant ainsi l’ouverture de nouveaux espaces urbains chellois autour de la gare : bistrots, hôtels et voituriers, quartiers d'habitation où apparaît la villa Max sur une carte de la commune en 1912.

## Architecture
La villa Max est construite en moellons de pierre maçonnés à la chaux, dans le style régionaliste en vogue à cette époque, représentatif des modes architecturaux de la Troisième République.
Des appareillages losangés en briques et autres éléments de modénatures en plâtre décorent les façades.
La tour carrée en semi hors-œuvre comporte en son dernier étage une structure en pans de bois, avec remplissage en maçonnerie enduite au plâtre.
Sa couverture en ardoise, restaurée en automne 2015, comporte deux épis de faîtage, reliés par un feston en zinc, et ornés d’une girouette (reconstitution d'après les originaux).

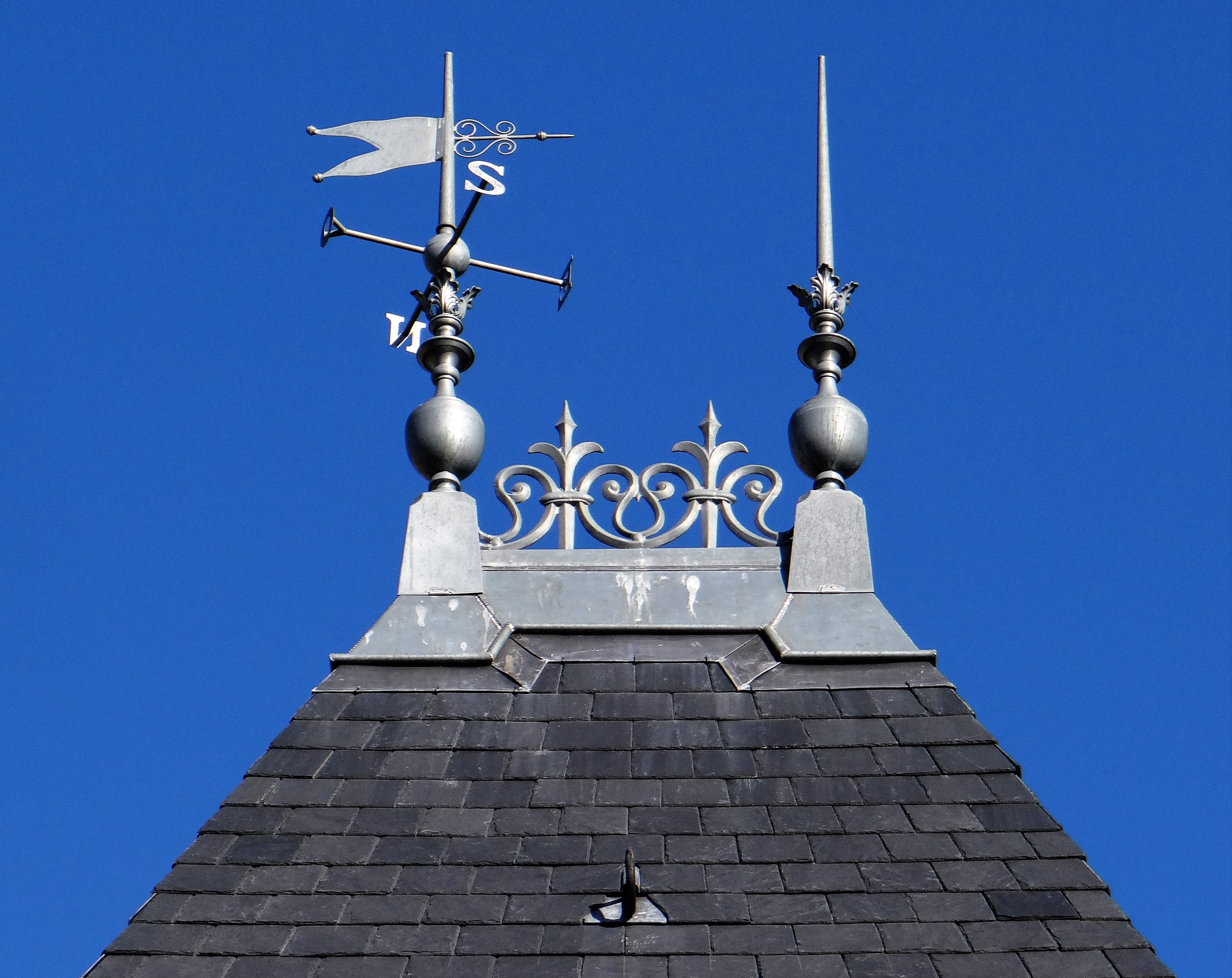
Les deux épis de faîtage, reliés par un feston en zinc, et ornés d’une girouette

La villa comporte 3 niveaux habitables, dont un étage de combles, édifiés sur un sous-sol complet.
Au rez-de-chaussée, la décoration intérieure, d’inspiration néo-gothique est entièrement conservé, notamment la cage d’escalier qui présente un dessin de faux joints rouges.
Un bow-window, orné de vitraux losangés, forme une avancée qui jouxte l'entrée de la demeure.

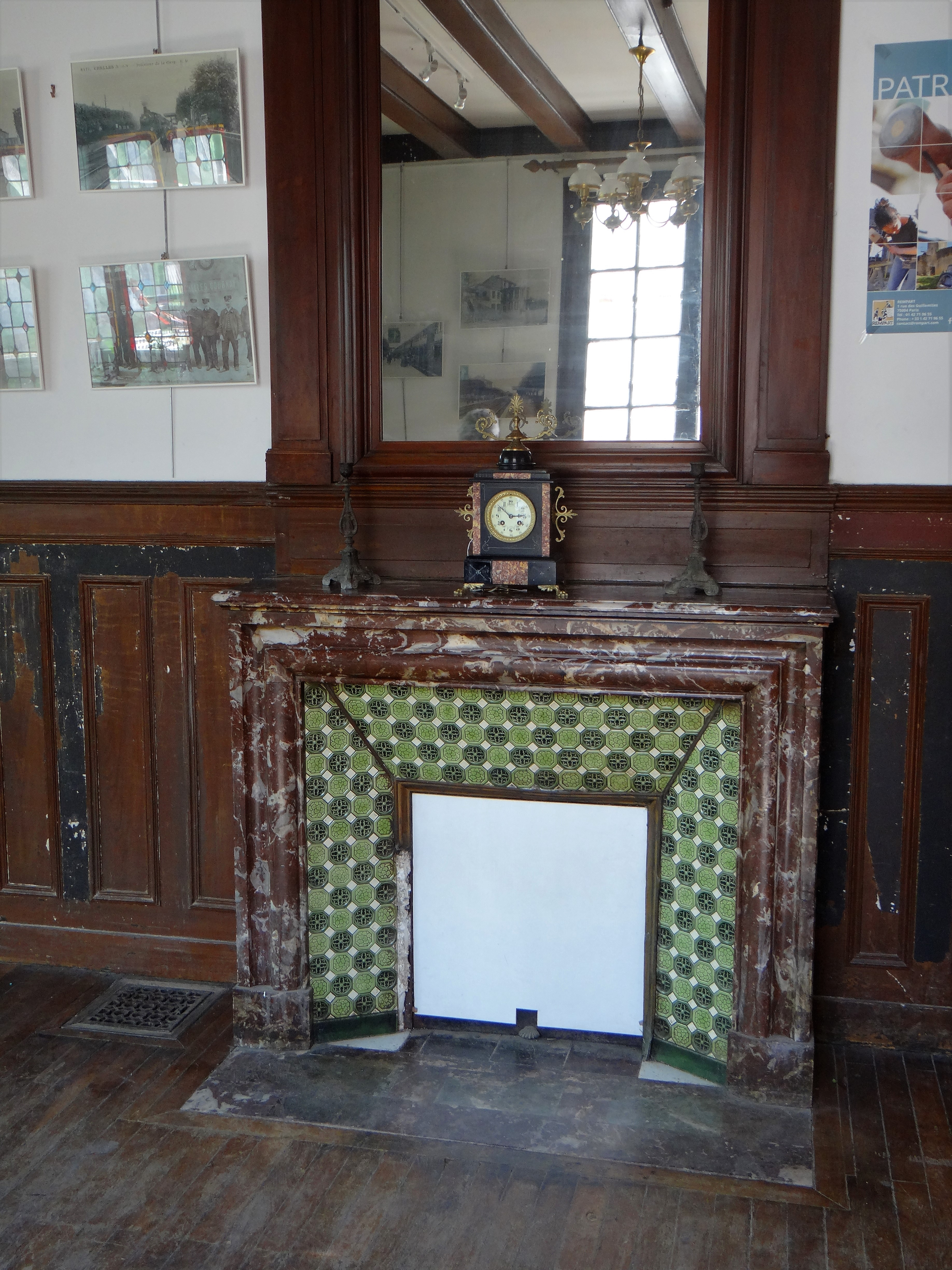
Cheminée dans la salle principale du rez-de-chaussée.
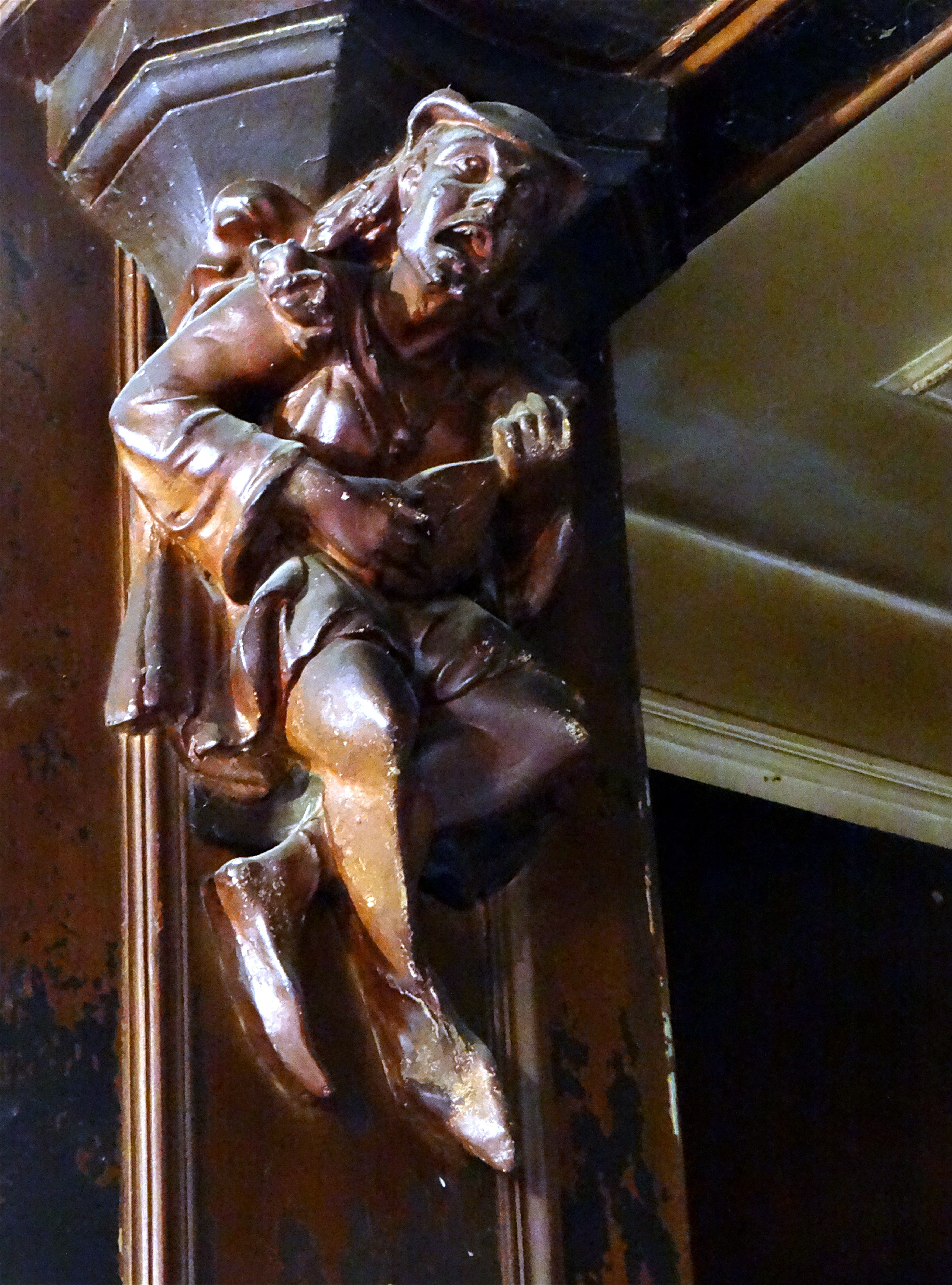
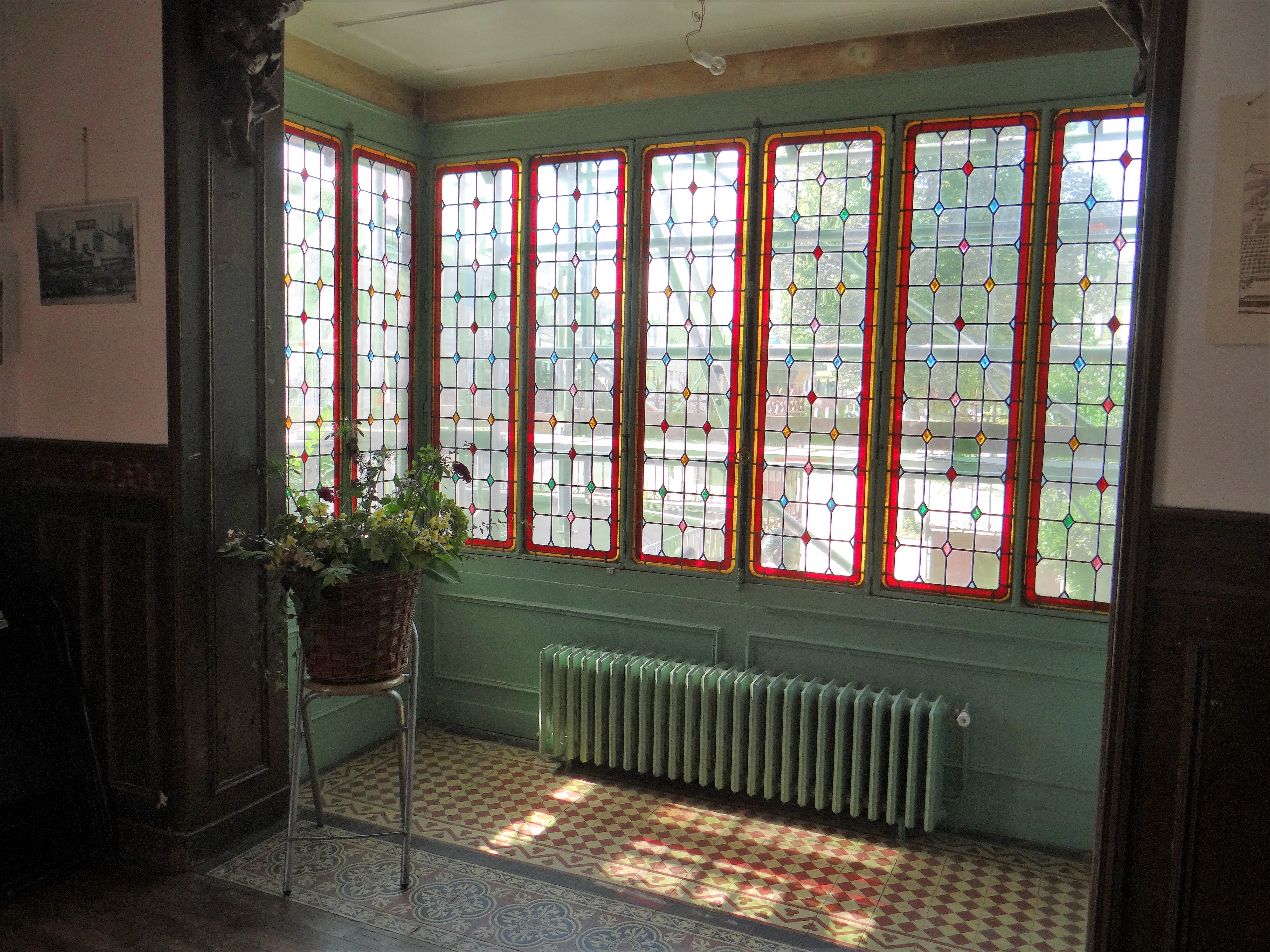
Le bow-window.
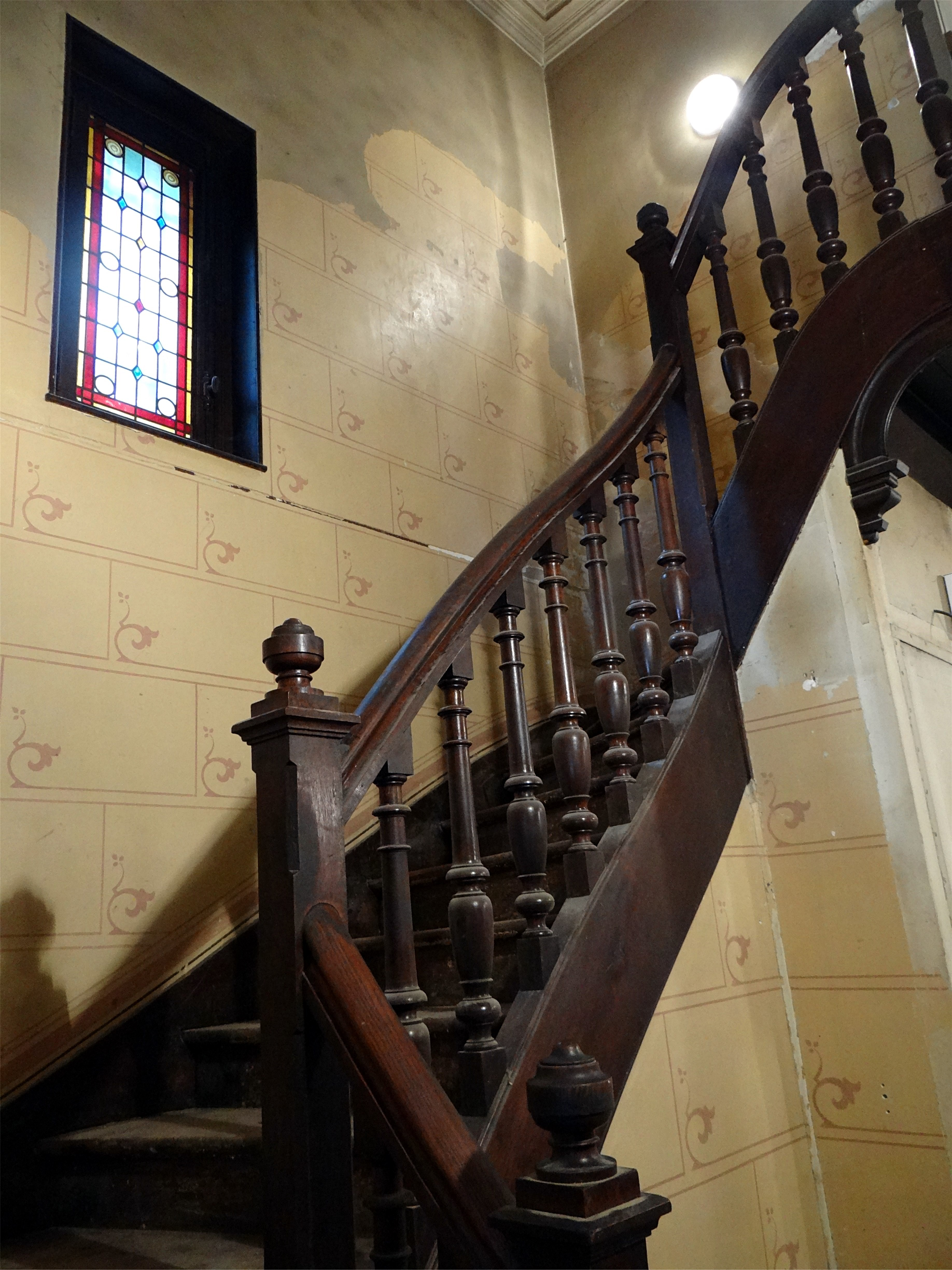
Escalier menant au premier étage.

## Jardin
Le jardin romantique, de style « anglo-chinois » datant de l'origine de la construction, est orné de fabriques en ciment armé dans le style de celui des Buttes-Chaumont à Paris, inauguré en avril 1867, et réalisé sur les plans d'Adolphe Alphand.
Son domaine végétal renferme pour sa majorité des espèces endémiques de notre pays à l'exception de deux spécimens rares en Île-de-France :
- un séquoia géant, probablement centenaire, à proximité de la grotte ;
- un cèdre de l'Atlas d’environ 15 mètres de haut très proche de la villa.

Le jardin n'est pas entretenu régulièrement.

## Fabriques
- le kiosque : il comporte, en son rez de chaussée, une petite pièce hexagonale et une terrasse prolongée d’une passerelle accessible par un petit escalier extérieur ;
- le rocher : C’est en réalité le revêtement extérieur d’une fausse grotte couverte par une terrasse formant un petit belvédère dominant le jardin, et d’où jaillissait une fausse source alimentant un petit ruisseau et une pièce d’eau en son extrémité ;
- la pièce d’eau et son pont rustique : le bassin, alimenté par le ruisseau, accueille faune et flore aquatiques. Il est surmonté en son milieu par un petit pont rustique également en ciment armé ;
- la volière : la cage et le local, édifiés sur un socle en rocaille, comportent un auvent de plan hexagonale ;
- le chenil ou poulailler et les remises : composés de deux parties, son usage d’origine n’est pas connu. Si la première fait usage de remise, la seconde était destinée à abriter des animaux…

Les fabriques
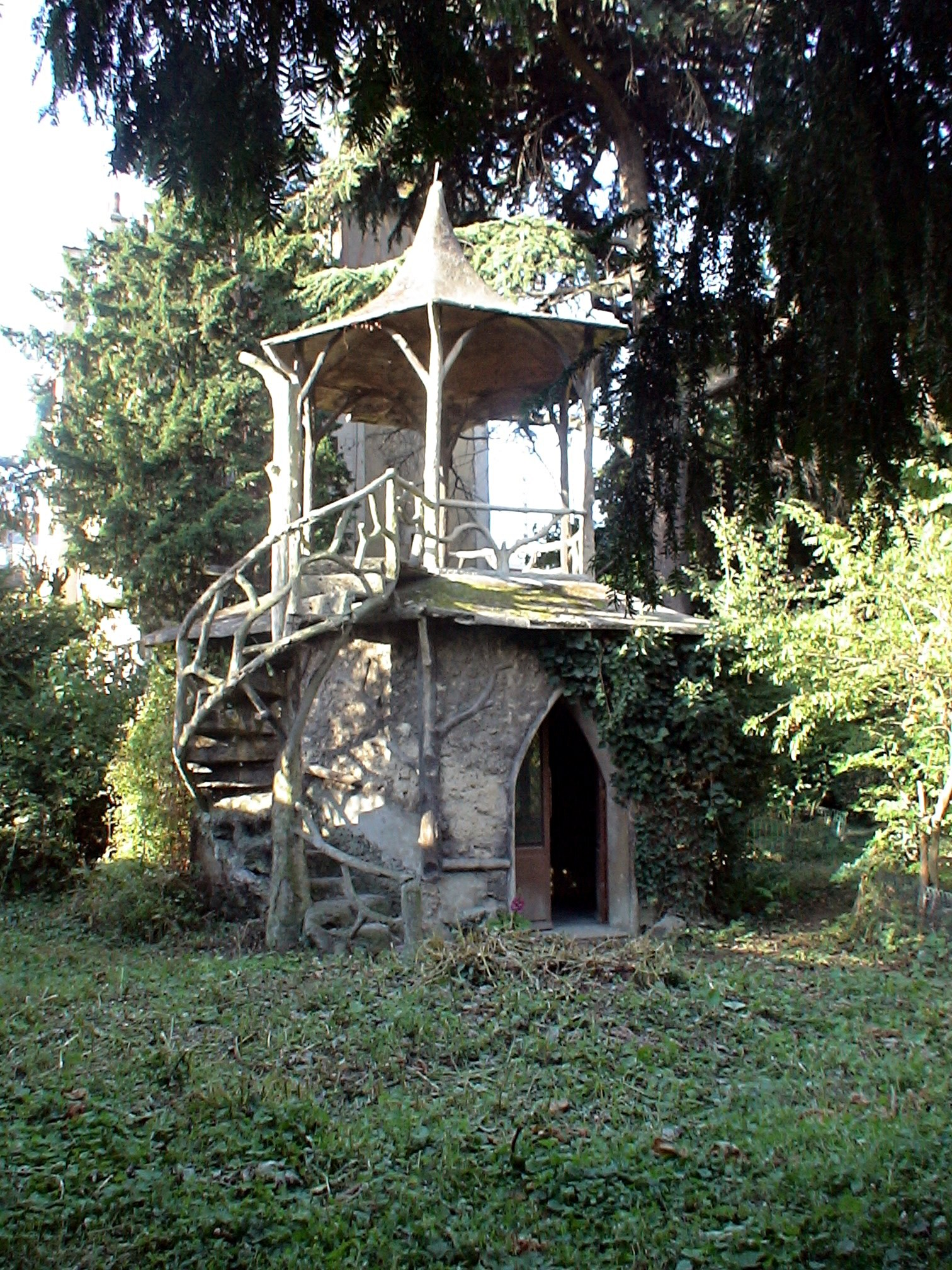
Le kiosque.
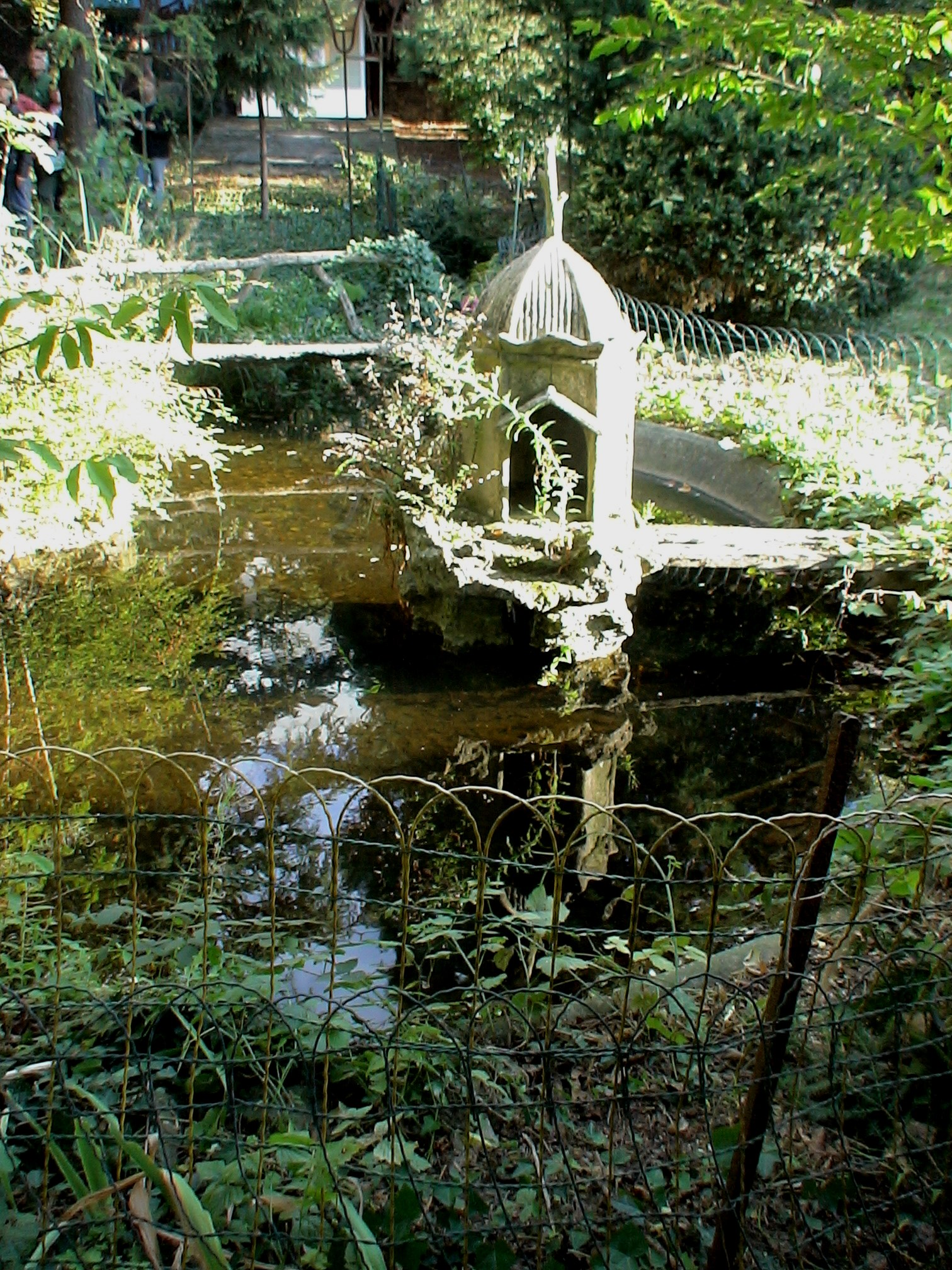
La pièce d’eau.
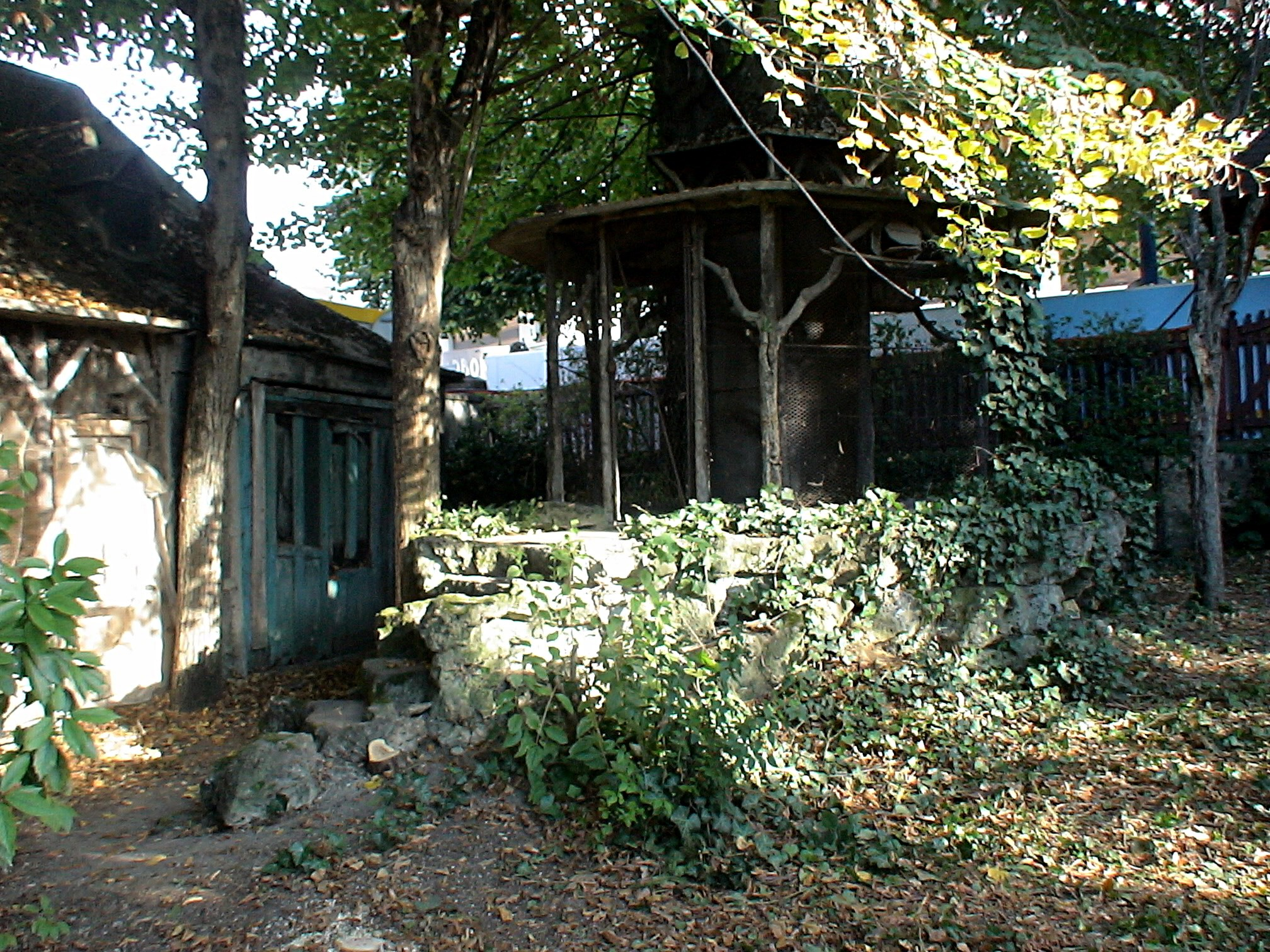
Le pigeonnier et la volière.
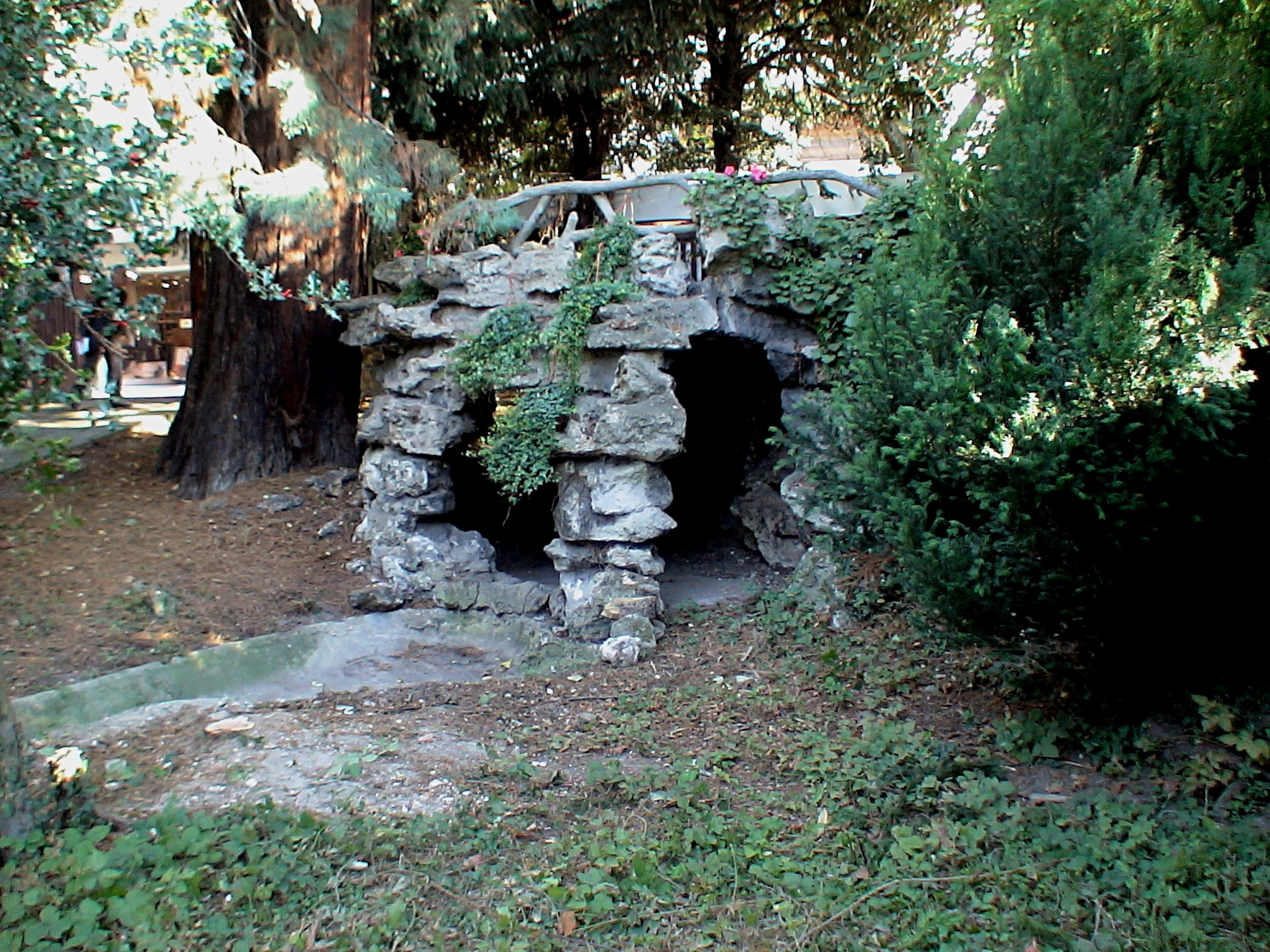
La grotte surmontée de la terrasse.

## Vénus ou Diane au bain

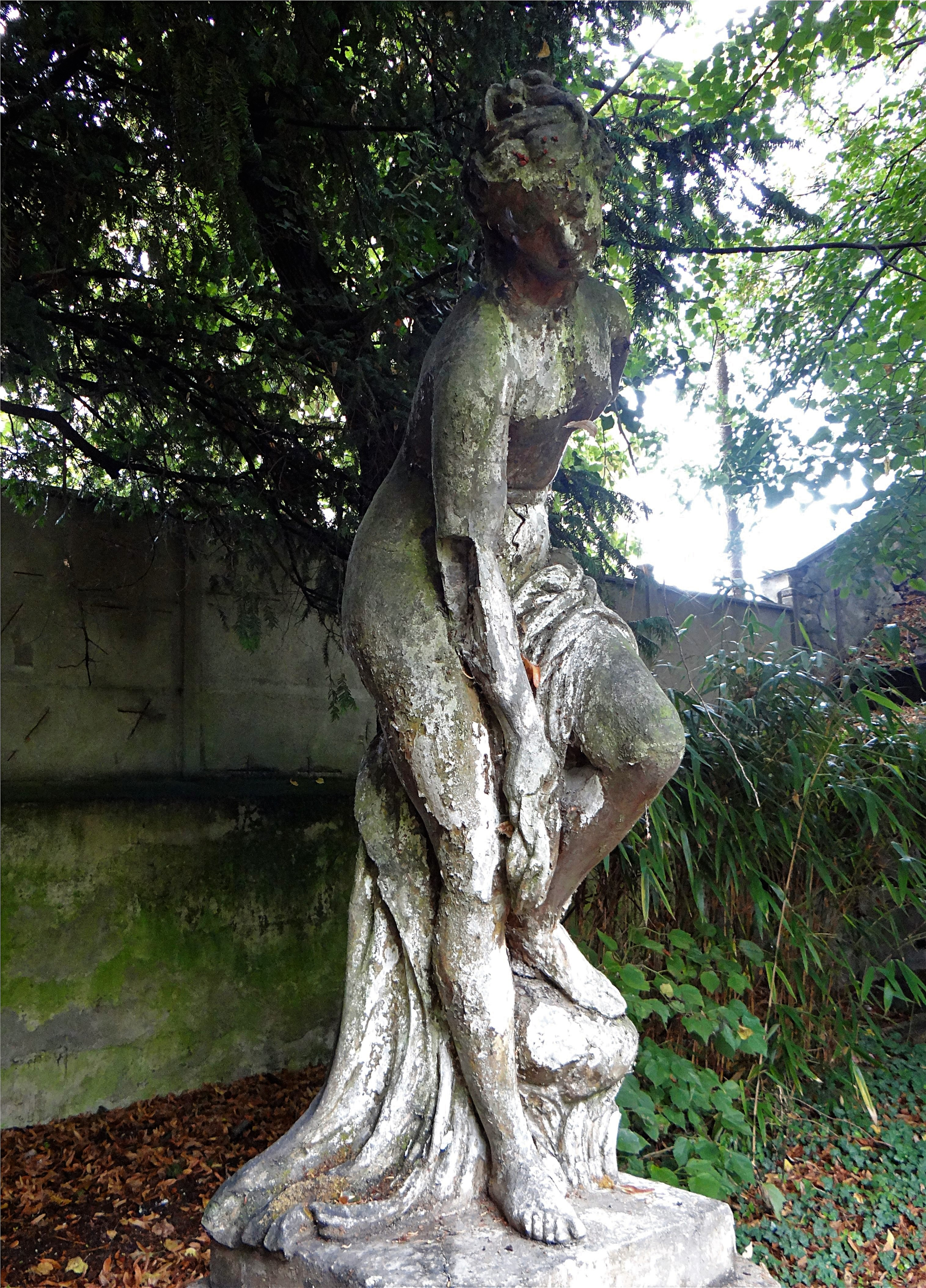
Diane au bain

Cette statue située à l’ouest du jardin est une copie en ciment armée d’une œuvre en marbre blanc de Christophe-Gabriel Allegrain aujourd’hui conservée au Musée du Louvre.
Commander en 1755, une esquisse en platre fut exposée sans grand succès deux ans plus tard, mais ce n’est qu’en 1767 que l’œuvre finale reçu un accueil enthousiaste et fut offert à Madame du Barry par le roi Louis XV qui l’installera dans le parc du Château de Louveciennes.